# Croix de Penchâteau
La croix de Penchâteau est une croix de chemin située au Pouliguen, en France.

## Localisation

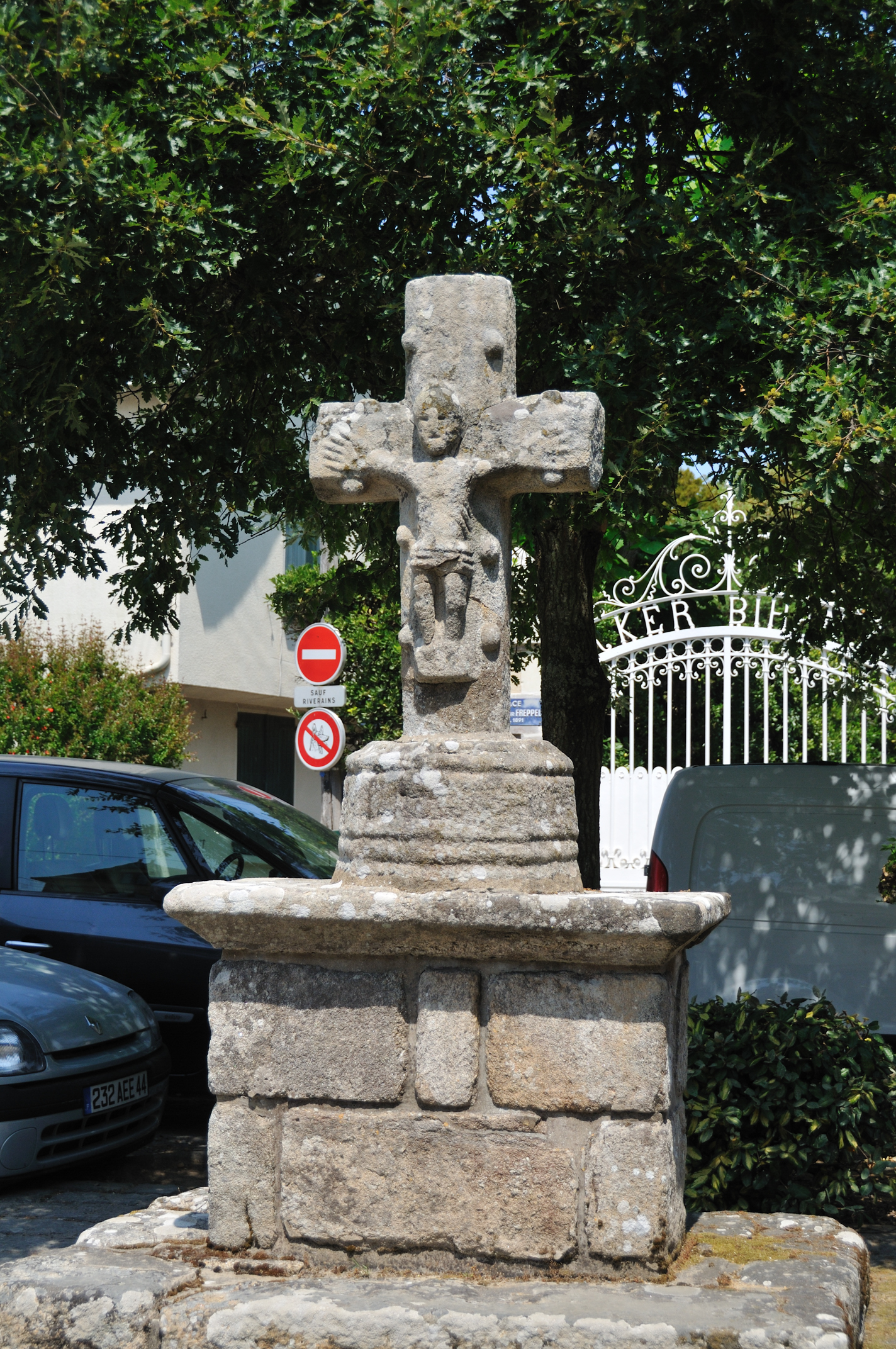
La croix de Penchâteau

La croix de Penchâteau est située au lieu-dit « Penchâteau » sur la commune du Pouliguen, dans le département de la Loire-Atlantique. Elle se trouve sur une placette, devant l'entrée de la chapelle de Penchâteau.

## Historique
La croix date du XVe ou du XVIe siècle.
Le monument est inscrit au titre des monuments historiques en 1944.